# Вороже робоче середовище
Вороже робоче середовище — умови на робочому місці, яка характеризується систематичними діями або поведінкою, що створюють для працівника або групи працівників загрозу для їхнього фізичного, психологічного чи емоційного благополуччя. Таке середовище часто пов'язане з дискримінацією, переслідуваннями, мобінгом або іншими формами неправомірної поведінки. У багатьох країнах вороже робоче середовище є порушенням трудового законодавства, і працівники мають право на захист, включаючи подання скарг чи позовів проти роботодавця або окремих осіб, які створюють такі умови.

## Особливості
Робоче середовище, яке є неприємним і лякає жертву через сексуальні домагання, які вона відкидає, є сексуальними домаганнями в несприятливому робочому середовищі. Поширені скарги в позовах про сексуальні домагання включають сексуальні плітки, не пов'язані з роботою, жарти про неприйнятний фізичний контакт на робочому місці, коментарі щодо зовнішнього вигляду/привабливості, жарти про статеві акти, пестощі, непристойні зауваження, сексуальні фотографії, демонстровані на робочому місці, використання сексуальних мов, або нестандартні жарти. Дрібниці, роздратування та поодинокі випадки зазвичай не вважаються порушенням законодавства про дискримінацію. Для того, щоб порушення накладало відповідальність, поведінка повинна створити робоче середовище, яке було б залякуючим, ворожим або образливим для розумної людини. Роботодавець може бути притягнутий до відповідальності за неспроможність запобігти цим умовам на робочому місці, якщо він не зможе довести, що він намагався запобігти переслідуванням і що працівник не скористався наявними заходами проти переслідування або інструментами, наданими роботодавцем.
Вороже робоче середовище також може створюватися, коли керівництво діє таким чином, щоб змусити працівника звільнитися у відповідь на певні дії. Наприклад, якщо працівник повідомив про порушення техніки безпеки на роботі, отримав травму, намагався вступити до профспілки або повідомив про порушення керівництвом нормативних вимог, а керівництво у відповідь почало переслідувати працівника та чинити на нього тиск, щоб він звільнився. Роботодавці намагалися змусити працівників звільнитися, запроваджуючи необґрунтовані дисциплінарні стягнення, скорочуючи робочий день, зменшуючи заробітну плату або переводячи працівника, який подав скаргу, у віддалене місце роботи.
Верховний суд Сполучених Штатів заявив у справі Онкале проти Sundowner Offshore Services, Inc. що Розділ VII «не є загальним цивільним кодексом». Таким чином, федеральне законодавство не забороняє прості дражнилки, випадкові зауваження або окремі інциденти, які не є надзвичайно серйозними. Навпаки, поведінка має бути настільки об'єктивно образливою, щоб змінити умови працевлаштування особи. Умови працевлаштування змінюються лише тоді, коли домагання призводять до відчутних дій у сфері зайнятості або є достатньо серйозними чи поширеними.

## Ознаки та прояви

### Основні ознаки ворожого робочого середовища
- Сексуальні домагання — небажані сексуальні пропозиції, дотики, коментарі, жести тощо.
- Мобінг — систематичне цькування одного або кількох працівників/працівниць, яке проявляється у формі психологічного тиску, ізоляції, пліток, образ тощо.
- Дискримінація — обмеження прав працівника на підставі його раси, статі, віку, релігії, національності, інвалідності тощо.
- Фізичне насильство — погрози, побиття, пошкодження майна працівника/працівниці.
- Психологічне насильство — постійна критика, приниження, залякування.
- Вербальні образи — використання образливих висловлювань, погроз, лайки.

- Ізоляція — навмисне усунення працівника від спілкування з колегами, обмеження доступу до інформації.

### Наслідки ворожого робочого середовища
- Здоров'я — стрес, депресія, тривога, фізичні захворювання.
- Продуктивність — зниження ефективності роботи, помилки, прогули.
- Відносини — погіршення стосунків з колегами, керівництвом.

- Репутація компанії — негативний імідж, труднощі з утриманням кваліфікованих кадрів.

## Прецедент домагань на робочому місці для розумної жінки
Складність сексуальних домагань на робочому місці не дуже добре представлена критерієм «розумної жінки». Складається враження, що «розумна жінка» не зазнає сексуальних домагань на роботі, створюючи таким чином вороже робоче середовище. Проте, стаття суперечить тому факту, що це визначення «розумної жінки» не зовсім відповідає дійсності. Правда полягає в тому, що багато жінок мають справу з ворожим середовищем на робочому місці. Існують судові справи, які прийняли ідею, що сексуальні домагання створюють вороже середовище на робочому місці. Судова справа, яка перевела нас від «розумної людини» до «розумної жінки», — це справа Еллісон проти Брейді, 1991 рік. Ця справа є надзвичайно важливою, оскільки вона надала нового значення цьому слову. Новим стандартом стала поведінка, яку розумна жінка вважала б достатньо екстремальною, щоб змінити умови праці та створити вороже робоче середовище.

## Тягар доведення
У випадках, коли стверджується про вороже середовище, законність поведінки має визначатися в кожному конкретному випадку окремо. На робочому місці така заява зосереджується на умовах праці, з якими потерпіла особа має стикатися під час роботи, а не на відчутних змінах на роботі. Для того, щоб встановити, чи можна подати позов, необхідно зважити «сукупність обставин», щоб визначити, «що домагання вплинули на термін, умови або привілеї зайнятості таким чином, що вони були достатньо серйозними або поширеними, щоб змінити умови зайнятості потерпілої особи і створити образливе робоче середовище».

## Зв'язок з іншими законами
У багатьох юрисдикціях Сполучених Штатів вороже робоче середовище не є незалежною юридичною вимогою. Тобто працівник не міг подати позов лише на підставі неприязних умов праці. Натомість працівник повинен довести, що до нього ставилися вороже через його приналежність до захищеного класу, наприклад стать, вік, расу, національне походження, інвалідність тощо. Важливо, що вороже робоче середовище є гендерно нейтральним, тобто чоловіки можуть сексуально домагатися чоловіків або жінок, а жінки можуть сексуально домагатися чоловіків або жінок.
Так само вороже робоче середовище може розглядатися як «несприятливі трудові дії», що є елементом позову викривача або позову про репресалії (відплату) відповідно до закону про цивільні права. Коли працівник/працівниця заявляє, що вороже робоче середовище є несприятливою дією з боку роботодавця, правовий аналіз подібний до описаного вище тягаря доказування. Однак, щоб відшкодувати збитки, працівник/працівниця має також встановити всі інші елементи позову, наприклад, що працівник/працівниця здійснював захищену поведінку, таку як повідомлення про дискримінацію або повідомлення про порушення роботодавцем закону, а також встановити, що роботодавець створив вороже робоче середовище, принаймні частково, через те, що працівник займався захищеною діяльністю.
Справи
- EEOC проти Mitsubishi Motor Manufacturing of America[6]
- Ворожі залицяння: Історія Керрі Еллісон про справу Еллісон проти Брейді, яка створила прецедент «розумної жінки» в законодавстві про сексуальні домагання.
- Дженсон проти Eveleth Taconite Co.
  - Північна країна, американський фільм 2005 року про сексуальні домагання, натхненний Дженсоном проти Eveleth
- Ощадний банк «Meritor» проти Вінсона
- Онкале проти Sundowner Offshore Services
- Рівз проти CH Robinson Worldwide, Inc.
- Вівер проти NATFHE
- Кіріазі проти Western Electric Company 1978
  - Цей випадок був пов'язаний із жінкою-інженеркою, яку на роботі постійно переслідували як сексуально, так і через її стать, і коли вона поскаржилася на це своєму керівнику, її звільнили. Однак суд став на бік Кіріазі та увійшов в історію як такий, що першим визнав, що сексуальна ворожнеча на робочому місці вважається дискримінаційним сексуальним домаганням.